# Michał Krassowski
Michał Korwin Krassowski (ur. ok. 1680 na Podlasiu, zm. po 1740 w Rzymie) – polski ksiądz katolicki, teolog.
Krassowski był zamożnym szlachcicem, posiadał cztery wsie, w tym Ostromęczyn i Duplewice. Ukończył studia na Uniwersytecie Jagiellońskim około 1698, potem przyjął święcenia kapłańskie. W październiku 1713 został proboszczem parafii Wniebowzięcia Najświętszej Maryi Panny w Siemiatyczach pełniąc tę funkcję do 1719. W roku 1717 uzyskał godność kanonika warszawskiego, a w 1729 kanonika przemyskiego. Ponadto był kustoszem w Wiślicy. Dwa razy został wybrany posłem na sejm. Pod koniec życia przeprowadził się do Rzymu. Opublikował pięć swoich rozpraw z zakresu teologii oraz traktat o symbolice szat liturgicznych, wydany oddzielnie po polsku i po łacinie. Oprócz tego zachował się zbiór jego listów do przeora klasztoru jasnogórskiego Konstantego Moszyńskiego.
Krassowski był darczyńcą wielu instytucji kościelnych, duże darowizny przekazał m.in. dla warszawskich paulinów i dla klasztoru Zgromadzenia Misji w Siemiatyczach, ponadto w czasie kierowania parafią w Siemiatyczach z własnych pieniędzy dokonał szeregu remontów i inwestycji w miejscowy kościół. Ufundował też w pierwszej połowie lat 20. XVII w. dwa identyczne komplety haftowanych jedwabnych szat liturgicznych bardzo bogato zdobionych scenami biblijnymi. Program ikonograficzny zdobień zaprojektował osobiście i nadzorował jego wykonanie. Jeden komplet podarował klasztorowi jasnogórskiemu, a drugi osobiście przekazał w 1726 papieżowi Benedyktowi XIII w Rzymie, skąd szaty trafiły do Chiesa dei Padri dell’Oratorio w Neapolu. Oba zestawy przetrwały do czasów współczesnych i są uznawane za wybitne dzieła hafciarskie.